# سارة روبلس
سارة روبلس (بالإنجليزية: Sarah Robles) هي رباعة أمريكية، ولدت في 1 أغسطس 1988 في سان دييغو في الولايات المتحدة.

## وصلات خارجية
- سارة روبلس على موقع الاتحاد الدولي لألعاب القوى (الإنجليزية)
- سارة روبلس على موقع الاتحاد الدولي (الإنجليزية)
- سارة روبلس على موقع مشروع نتائج رفع الأثقال الدولية (الإنجليزية)
- سارة روبلس على موقع IAT Database Weightlifting (الألمانية)
- سارة روبلس على موقع أوليمبيديا (الإنجليزية)
- سارة روبلس على موقع اللجنة الأولمبية والبارالمبية الأمريكية (الإنجليزية)